# Sunday Abalo
Sunday Divine Abalo (Lagos, 14 maggio 1995) è un calciatore nigeriano, centrocampista dell'A'Ali.

## Caratteristiche tecniche
È un centrocampista centrale con attitudini difensive.